# Distretto elettorale di Opuwo
Il distretto elettorale di Opuwo è un distretto elettorale della Namibia situato nella Regione del Kunene con 27.272 abitanti al censimento del 2011. Il capoluogo è la città di Opuwo.